# Bouaflé
Bouaflé – miasto w środkowej części Wybrzeża Kości Słoniowej; stolica regionu Marahoué; według danych szacunkowych na rok 2010 liczy 68 108 mieszkańców.